# Пархоменко Ольга Михайлівна
О́льга Миха́йлівна Пархо́менко (* 7 квітня 1928, Київ — † 5 липня 2011) — українська скрипалька, заслужена артистка України, почесна професорка Національної музичної академії України, нагороджена орденом «За видатні досягнення в розвитку музичного мистецтва».

## Життєпис
Народилася на Куренівці, виховувалася матір'ю. В часі нацистсько-радянської війни перебувала в евакуації у Казахстані, прихопивши із собою скрипку. Зіннат Акбарова, майбутня уйгурська актриса, у своїх споминах писала, що 1942 року в Алма-Аті Ольга Пархоменко та Олександра Пахмутова стали переможницями всесоюзного огляду художньої самодіяльності.
Перший диплом найвищого зразка — перше місце всеукраїнського конкурсу молодих виконавців-скрипалів здобула в липні 1945 року. На тому дипломі свої автографи лишили Костянтин Михайлов, Іван Паторжинський. Учениця Д. Бертьє в Київській консерваторії — з 1945 року; захоплювався її талантом і Лев Цейтлін. Після перемоги у 17-річному віці на конкурсі українських виконавців з 4 курсу запрошена на навчання до Москви.
Закінчила Московську консерваторію — клас Д. Ойстраха, по тому — солістка Київської філармонії. На гастрольних виступах була у багатьох країнах світу.
Після Декади українського мистецтва в Москві голова Ради міністрів СРСР Микола Булганін запитав у скрипальки — чи не відчуває вона яких нестач. Пархоменко, наважившись, відповіла, що хотіла б грати, не заважаючи сусідам і було де поставити рояль. По поверненні до Києва її повезли до нової просторої квартири.
На роботу до Київської консерваторії прийнята за сприяння Дмитра Шостаковича та Дмитра Кабалевського — місцева партоменклатура її «не помічала». 1977 — професор Київської консерваторії, з 1982 — Білоруської.
Лауреат міжнародних конкурсів:
- ім. Г. Венявського — в Познані — 1952 (3-я премія, 1-а — у Ігоря Ойстраха), 1955, 1956,
- ім. Маргарити Лонг і Жака Тібо — Париж, 1955 (2-а премія),
- ім. Моцарта — Зальцбург, 1956 — 1-а премія.

Виступала під орудою Олександра Гаука, Костянтина Іванова, Володимира Кожухаря, Кирила Кондрашина, Натана Рахліна, Костянтина Симеонова, Юрія Темірканова, Веніаміна Тольби, Степана Турчака, Ігоря Блажкова.
Авторка численних скрипкових редакцій, перша виконавиця багатьох творів для скрипки композиторів ХХ сторіччя.
Останні роки викладала в музичній академії ім. Яна Сібеліуса у Гельсінкі. Серед її вихованців чимало лауреатів міжнародних музичних змагань — конкурсів: Анатолій Мельников, Вадим Бродський, Аркадій Винокуров, Лідія Шутко, Манфред Гресбек, Олександр Гоноболін, Сергій Шотт.
Видавництвом «Музична Україна» видана написана нею в співавторстві з В. Зельдісом «Школа гри на скрипці» — методика викладання в першому класі (1974).
Багато її музичних записів зберігається в фондах Українського радіо.

Могила Ольги Пархоменко

Померла 5 липня 2011 року. Похована в Києві на Байковому кладовищі.

## Особисте життя
Була одружена, чоловік-піаніст, сімейне життя не налагодилося. На неї писали анонімки, її «підсиджували», після цього вирушила з Києва до Мінська.
Товаришувала з Фаїною Горер, київським адвокатом, заслуженим юристом УРСР.